# Микитин Віталій Ігорович
Віталій Ігорович Микитин (нар. 4 листопада 1998) — український футболіст, нападник «Львова».

## Клубна кар'єра
Вихованець львівських «Карпат». З 2015 по 2017 рік виступав за юнацьку та молодіжну команди «зелено-білих». потім виступав за аматорський клуб «Демня». У 2018 році приєднався до «Вереса». У футболці рівненського клубу дебютував 29 квітня 2018 року в програному (0:1) виїзному поєдинку 29-о туру Прем'єр-ліги проти луганської «Зорі». Віталій вийшов на поле на 58-й хвилині, замінивши Жуліо Сезара. У складі «Вереса» зіграв 2 матчі у Прем'єр-лізі, ще 9 матчів зіграв у першості дублерів. Наступного сезону перейшов до «Львова», де виступав лише за молодіжну команду (24 матчі, 3 голи). Напередодні початку сезону 2019/20 років повернувся до «Вереса».

## Кар'єра в збірній
З 2014 по 2015 рік зіграв 3 матчі в юнацькій збірній України U-17.